# 漳州 (古代)
漳州是中国古代的州，於今日的福建省漳州市境內。

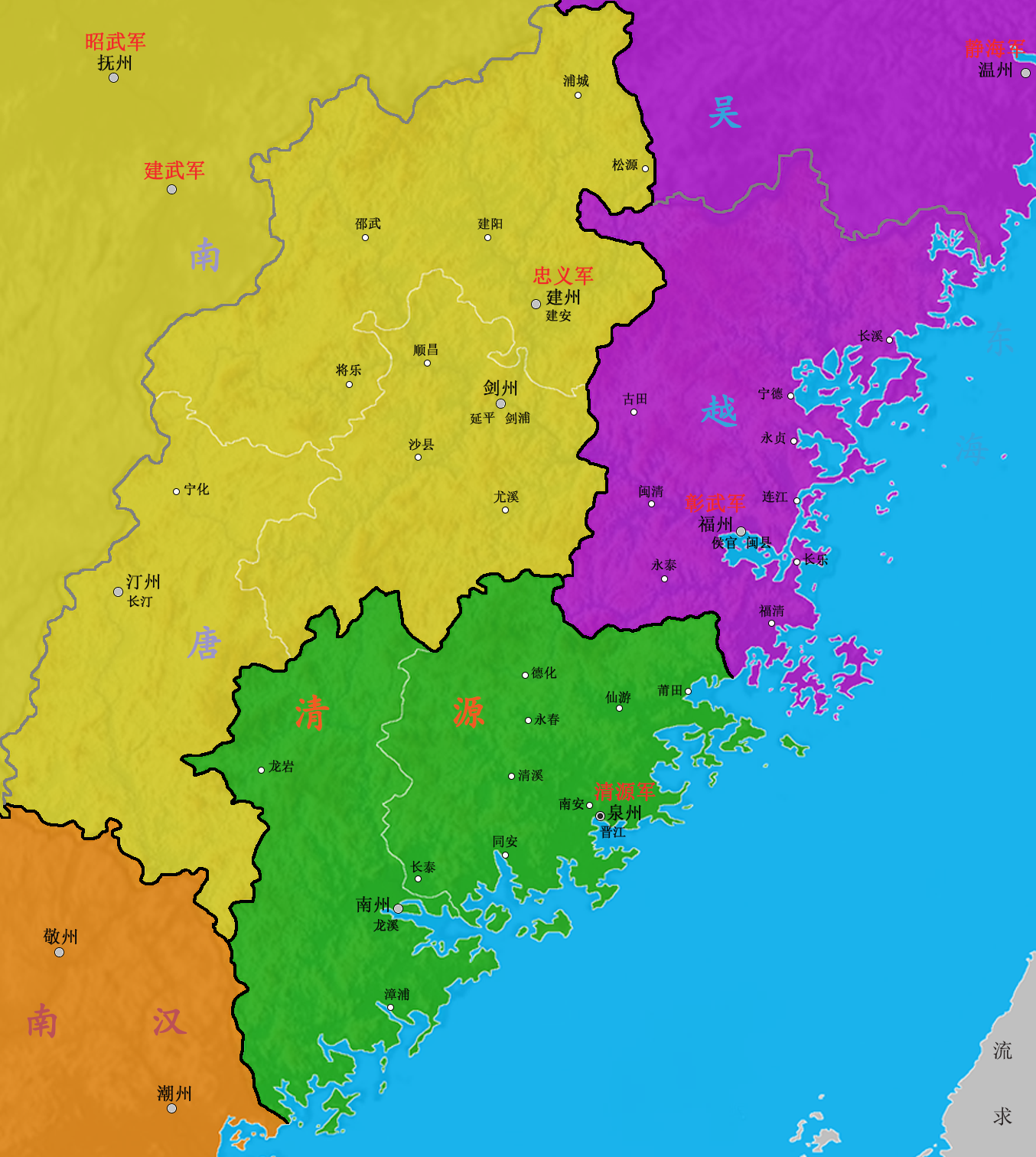
漳州（957年）

唐朝垂拱4年（688年）分泉州龍溪縣南境置，《元和郡县志》：漳州“因漳水为名”。设置漳浦、怀恩二县，治所在漳浦县（今福建省云霄县），属岭南道。开元四年（716年）移治李澳川，即今漳浦县。开元二十九年（741年），省怀恩县入漳浦县。同年，泉州下辖的龙溪县划归漳州。天宝元年（742年）改为漳浦郡，乾元元年（758年）复为漳州。二年移治龙溪县（今福建省漳州市）。大历十二年（777年），汀州下辖的龙岩县划归漳州。户五千八百四十六，口万七千九百四十。下辖三县：龙溪县、龙岩县、漳浦县。大历后辖境相当今福建省九龙江流域及其西南地区。
五代南唐保大四年（五代晋开运三年，946年）改名南州。北宋乾德四年（966年）复为漳州。元朝至元十六年（1279年）升为漳州路。
| 唐朝漳州辖县 | 唐朝漳州辖县                     |
| ------------ | -------------------------------- |
| 686年        | 漳浦县、怀恩县                   |
| 716年        | 漳浦县、怀恩县                   |
| 741年        | 漳浦县（龙溪县来属，废除怀恩县） |
| 759年        | 龙溪县（改治）、漳浦县           |
| 777年        | 龙溪县、漳浦县（龙岩县来属）     |
| 786年        | 龙溪县、漳浦县、龙岩县           |

唐朝漳州刺史
- 陈元光（688年）
- 陈珦（景云年间—737年）
- 漳浦郡太守
- 殳伯梁（天宝年间）
- 陈酆（天宝末年—779年）
- 陆向（大历末年）
- 陈谟（建中初年）
- 柳少安（782年—786年）
- 张逊（787年）
- 李之行（贞元年间）
- 邹颖（贞元年间）
- 韦友刚（贞元年间）
- 张登（801年）
- 李登（贞元年间）
- 郑敬（贞元末年）
- 窦庠（810年）
- 韩泰（815年—821年）
- 李景俭（821年，未任）
- 郑绅（825年）
- 张怡（大和年间）
- 李轲（大和年间）
- 吕炅（835年）
- 李宗闵（844年）
- 郑薰（大中初年）
- 林简言（大中年间）
- 李匡文（大中年间）
- 崔衮（863年）
- 黄碣（咸通年间）
- 某（咸通年间）
- 王讽（872年）
- 李璟（唐僖宗、唐昭宗间）
- 陈某（892年）
- 崔某（唐昭宗时）